# HSUPA
HSUPA är en teknik för att göra 3G-mobiltelefonnäten snabbare. HSUPA står för High-Speed Uplink Packet Access. HSUPA är till skillnad från HSDPA tänkt att ge WCDMA-näten högre hastighet uppströms. Tekniken ger så mycket som 5,74 Mbit (utan kanalkodning) i upplänken och kan också minska fördröjningen i nätet.
HSUPA innebär följande nya funktioner i upplänken:
- HARQ (Hybrid Automatic Repeat Request): Nod B (beteckning för basstationen i UMTS-nät) kan begära omsändningar av felaktigt mottagen data (innebär snabbare omsändningar än vid RLC)

- Kortare överföringstid (TTI, Transmission Time Interval): För att reducera fördröjningen i nätet har en TTI på 2 ms införts. HSUPA kan även konfigureras för 10 ms TTI. Ska hastigheter på 5,74 Mbit/s uppnås krävs 2 ms TTI och 11484 bitar stora E-DCH transportblock (1 transportblock sänds per TTI).

- NodeB-baserad schemaläggning: Nod B-punkter bestämmer hur stor effekt HSUPA-mobilerna får använda för att styra interferensen i nätet. En HSUPA-mobil får inte sända på E-DCH om den inte har fått rätt att göra det av mobilens styrande HSUPA-cell (gäller dock inte för trafik konfigurerad för signalering eller konstant bithastighet, ex. VoIP).

Följande tabell anger olika maximala upplänkhastigheter för olika HSUPA-kategorier:
| HSUPA Kategori       | Maximal uplink-hastighet |
| -------------------- | ------------------------ |
| Kategori 1           | 0,73 Mbit/s              |
| Kategori 2           | 1,46 Mbit/s              |
| Kategori 3           | 1,46 Mbit/s              |
| Kategori 4           | 2,93 Mbit/s              |
| Kategori 5           | 2,00 Mbit/s              |
| Kategori 6           | 5,76 Mbit/s              |
| Kategori (3GPP Rel7) | 11,5 Mbit/s              |